# Foderatura
Nel restauro dei dipinti su tela, la foderatura o rintelatura è un'operazione che consiste nell’applicazione sul retro dell'originaria  tela dipinta, di una nuova tela, che rafforza dal verso il supporto del film pittorico. Questa tecnica permette di irrobustire il supporto e di tenderlo  come era in origine. La nuova tela, con un'operazione delicata, viene incollata alla tela originale attraverso colla di pasta, cera o resine sintetiche: le colle utilizzate devono assicurare la reversibilità dell'intervento, ossia consentire la rimozione della tela di fodero senza danneggiare il manufatto originale.

## Procedura

### Preparazione
Prima della foderatura è preferibile, se lo stato di conservazione del dipinto lo permette, effettuare la pulitura dell'opera asportando vernici e ridipinture alterate e soprattutto vecchie stuccature, che possono interagire sia impedendo un uniforme penetrazione del consolidante, sia crando spessori materici, che durante l'operazione di stiratura, potrebbero rimanere impressi sulla superficie originale.
Innanzitutto si prepara la superficie di lavoro in modo tale da creare una sorta di cuscino su cui appoggiare l'opera d'arte senza danneggiarla, ad esempio con fogli di giornale. Per evitare perdite di strato pittorico o di preparazione durante l'operazione, si procede con la velinatura o cartonnage, coprendo l'intera superficie dell'opera con fogli di carta giapponese, carta cellulosa 35 gr. al m²,carta boil, velina inglese fissati con colla di coniglio o resine sintetiche. La scelta della colla dipende dal tipo di opera su cui si sta lavorando, tenendo presente il medium con cui si andrà a rimuovere la velinatura, onde evitare danni al dipinto.
Il metodo di velinatura può cambiare a seconda della località oltre che dalle esigenze dell'opera,
tra le colle naturali organiche a Napoli e Firenze viene adoperata la colla di coniglio, a Roma la cosiddetta "colletta" (una miscela di colla forte, melassa, fiele depurato, aceto di vino bianco), opportunamente diluita, in Francia con il "cartonnage" si adopera la stessa colla di pasta diluita con un particolare procedimento di pretensionamento per eliminare le deformazioni del supporto.
Dopo che i velatini sono fissati, si può rimuovere il telaio originale, quindi si pulisce la parte posteriore della tela da eventuali precedenti foderature e dallo sporco. In caso di presenza di cuciture tra le tele, è preferibile rimuoverle e sostituirle con toppe localizzate solo in caso di necessità, attualmente per conferire al supporto una continuità di superficie e quindi di comportamento, ai rinforzi sovrammessi, si preferisce eseguire delle suture dei tagli, lesioni o inserti, con una resina sintetica.
La tecnica di eliminare le deformazioni della tela prima della foderatura è andata via via diffondendosi dappertutto; la tecnica più consueta, se l'opera non è troppo sensibile all'acqua è di sfruttare l'azione dell'umidificazione graduale e mirata del dipinto, sfruttando poi l'azione di pressione e/o trazione durante l'asciugatura.
La nuova tela è preferibile sia dello stesso tipo di quella originale, come tipologia di fibra, generalmente viene preferito il lino per le sue qualità di resistenza, nelle foderature con metodi tradizionali, oppure con tessuti sintetici nel caso si impieghino adesivi sintetici:
la tela naturale, prima di utilizzarla per la foderatura, si deve bagnare e farla asciugare, per eliminare tracce di appretti e per evitare che successivamente con l'umidità si ritiri.
Si tende quindi la tela nuova su un telaio interinale, di solito di alluminio, più grande di almeno 20 cm per ogni lato rispetto alla tela precedente.

### Foderatura

#### Foderatura a colla di pasta
Si stende la colla sulla tela originale, in modo da farla penetrare fino alla preparazione, con un'apposita spatola di legno.
Si poggia quindi la tela nuova e, con la spatola di legno (pressoio), la si fa aderire alla tela originale, in modo tale che la colla precedentemente applicata fuoriesca dalla trama. Al bisogno, si applica ancora colla, si asporta quindi l'eccesso di colla, sempre tramite il pressoio. Quindi si mette in verticale per lasciare asciugare.

#### Foderatura a caldo
Può essere effettuata con una miscela di cera-resina o con resine sintetiche (tipo Beva371 O.F. o 375). Si stende la colla sul verso del dipinto e si lascia evaporare il solvente. Quindi si appoggia la tela nuova su quella originale e si procede alla stiratura, per un risultato più uniforme si può utilizzare un tavolo caldo autoaspirante, importante è mantenere il dipinto sotto peso o pressione finché la colla è ancora calda, in alternativa esistono dei film della stessa resina, privi di solventi (Beva-film), che possono essere riattivati sempre con il calore, vengono prima applicati sulla tela di rifodero e poi il tutto viene fatto aderire al dipinto originale.

### Stiratura
Si effettua generalmente sul davanti del dipinto, con un ferro da stiro da 3-4 kg a 50-60 °Cgradi. Questa operazione, necessaria in caso di foderatura a caldo, per permettere un'adesione ottimale delle tele, si effettua anche in caso di foderatura a pasta per togliere l'umidità residua e per far aderire la tela nuova; per proteggere la superficie si infrappone un foglio di carta cerata, ed è fondamentale la velocità del movimento del ferro che non deve mai restare fermo su una zona per evitare l'accumulo di calore localizzato: un eccesso di temperatura può danneggiare irreparabilmente il dipinto.

### Intelaiatura
Solitamente, si preferisce ricollocare il dipinto sul telaio originale: in caso questo fosse danneggiato o non fosse mobile, lo si sostituirà con un altro telaio, delle stesse dimensioni di quello originale.
Generalmente si adottano telai ad espansione, per compensare i movimenti e l'eventuale rilassamento della tela, le tipologie sono principalmente due: ad espansione meccanica manuale che opera in un solo senso, cioè aumentando gradualmente le dimensioni del telaio e i telai ad espansione bidirezionale, basati su un sistema a molle angolari o perimetrali, essi permettono sia il movimento in espansione sia in contrazione e sono più idonei per i dipinti di grande formato che spesso sono soggetti a consistenti variazioni dimensionali causate dalle modificazioni microclimatiche ambientali.

### Rimozione della velinatura
A questo punto, si può rimuovere la carta giapponese o gli altri tipi con il solvente più idoneo: acqua calda in caso sia stata applicata colla di coniglio o qualsiasi altra colla organica solubile in acqua, nel caso di resine sintetiche si dovrà scegliere il solvente più idoneo e meno tossico per l'operatore nel caso del Beva si adoperano etere di petrolio ad alto punto di ebollizione 80-100 °C o altri derivati del petrolio, nel caso di resine acriliche miscele di solventi idonee.

## Rimozione della foderatura
Se eseguita correttamente, una foderatura può essere rimossa senza danneggiare il dipinto originale: durante l'operazione si deve proteggere il dipinto con una velinatura di carta giapponese.
Durante la fase di distacco della fodera, si deve mantenere il dipinto originale disteso, evitando trazioni o forzature che provocherebbero tensionamenti o anche cadute di colore o preparazione: è la tela aggiunta che subirà lo sforzo. In caso di incollaggio con colla di pasta, è sufficiente una modesta trazione, poiché questa si sbriciola se sottoposta a tale sforzo: se l'operazione richiede invece uno sforzo eccessivo, si bagna la fodera con acqua per ammorbidire la colla. Nel caso di resine termoplastiche, si ha la possibilità di far rinvenire l'adesivo rendendolo morbido tramite un ferro da stiro, sfruttando la sua temperatura di transizione vetrosa: passato su piccole porzioni di tela renderà di nuovo fluido l'adesivo, consentendo la rimozione della fodera.
Ogni residuo di colla deve essere rimosso dalla tela originale, con una spatola, un bisturi a lama fissa o con un solvente.
Sebbene una foderatura possa essere rimossa, l'operazione non è considerata totalmente reversibile, poiché generalmente una tela già foderata non è più in grado di sostenere la tensione del telaio: alla rimozione seguirà dunque una nuova foderatura.
Esistono delle eccezioni, nei casi in cui il dipinto è stato integralmente foderato solo per il cattivo stato di conservazione dei bordi, mentre il resto della tela era in buone condizioni. In questi casi, potendo asportare completamente i residui della colla dal retro dell'opera, si può limitare l'intervento alla sola foderatura dei bordi, e per molti motivi è consigliabile utilizzare un adesivo sintetico e un tessuto sintetico.